# Llista de topònims de Sant Feliu de Guíxols
Llista de topònims (noms propis de lloc) del municipi de Sant Feliu de Guíxols, al Baix Empordà
Informació actualitzada per un bot. Els canvis manuals es perdran quan s'actualitzi!

## cala
| imatge | Nom                    | Ubicat a              | instància de     | Detalls | coordenades                                                            | Protecció | Commons (més fotos) | Dades a WD                    |
| ------ | ---------------------- | --------------------- | ---------------- | ------- | ---------------------------------------------------------------------- | --------- | ------------------- | ----------------------------- |
|        | Cala Alga              | Sant Feliu de Guíxols | cala             |         | 41° 46′ 49″ N, 3° 02′ 39″ E / 41.7801449144922°N,3.044049739837647°E   |           |                     | Modifica les dades a Wikidata |
|        | Cala Ametller          | Sant Feliu de Guíxols | cala             |         | 41° 46′ 53″ N, 3° 02′ 39″ E / 41.781395°N,3.044149°E                   |           | Cala Ametller       | Modifica les dades a Wikidata |
|        | Cala Jonca             | Sant Feliu de Guíxols | cala platja      |         | 41° 46′ 44″ N, 3° 02′ 24″ E / 41.77884828888913°N,3.040027134676766°E  |           |                     | Modifica les dades a Wikidata |
|        | Cala Maset             | Sant Feliu de Guíxols | cala platja      |         | 41° 47′ 11″ N, 3° 02′ 41″ E / 41.78632990134514°N,3.0447456834926494°E |           |                     | Modifica les dades a Wikidata |
|        | Cala Romaguer          | Sant Feliu de Guíxols | cala             |         | 41° 45′ 48″ N, 2° 59′ 51″ E / 41.76345355916695°N,2.9975080490112305°E |           |                     | Modifica les dades a Wikidata |
|        | Cala Ventosa           | Sant Feliu de Guíxols | cala cos d'aigua |         | 41° 46′ 57″ N, 3° 02′ 52″ E / 41.782369033666605°N,3.047837018966675°E |           |                     | Modifica les dades a Wikidata |
|        | Cala de Tetuan         | Sant Feliu de Guíxols | cala cos d'aigua |         | 41° 46′ 26″ N, 3° 01′ 50″ E / 41.77395217631395°N,3.030531406402588°E  |           |                     | Modifica les dades a Wikidata |
|        | Cala de n'Oliu         | Sant Feliu de Guíxols | cala cos d'aigua |         | 41° 47′ 02″ N, 3° 02′ 47″ E / 41.783985071869395°N,3.046367168426514°E |           |                     | Modifica les dades a Wikidata |
|        | Cala de ses Mongetes   | Sant Feliu de Guíxols | cala             |         | 41° 46′ 04″ N, 3° 00′ 12″ E / 41.767806852829125°N,3.003301620483399°E |           |                     | Modifica les dades a Wikidata |
|        | Cala del Cap de Mort   | Sant Feliu de Guíxols | cala             |         | 41° 46′ 59″ N, 3° 02′ 48″ E / 41.783073055316265°N,3.04672122001648°E  |           |                     | Modifica les dades a Wikidata |
|        | Cala del Cargolet      | Sant Feliu de Guíxols | cala             |         | 41° 47′ 14″ N, 3° 02′ 45″ E / 41.78708903099675°N,3.0457663536071777°E |           |                     | Modifica les dades a Wikidata |
|        | Cala del Peix          | Sant Feliu de Guíxols | cala cos d'aigua |         | 41° 47′ 06″ N, 3° 02′ 49″ E / 41.78500107503447°N,3.046925067901612°E  |           |                     | Modifica les dades a Wikidata |
|        | Cala del Racó de Garbí | Sant Feliu de Guíxols | cala             |         | 41° 47′ 15″ N, 3° 02′ 44″ E / 41.78756901126054°N,3.045669794082642°E  |           |                     | Modifica les dades a Wikidata |
|        | Cala dels Frares       | Sant Feliu de Guíxols | cala cos d'aigua |         | 41° 46′ 35″ N, 3° 01′ 48″ E / 41.77650455298881°N,3.0298984050750732°E |           |                     | Modifica les dades a Wikidata |
|        | Cala dels Guíxols      | Sant Feliu de Guíxols | cala             |         | 41° 46′ 46″ N, 3° 02′ 09″ E / 41.77936885475554°N,3.0358850955963135°E |           |                     | Modifica les dades a Wikidata |
|        | Cala dels Mussols      | Sant Feliu de Guíxols | cala cos d'aigua |         | 41° 47′ 04″ N, 3° 02′ 50″ E / 41.78440907514771°N,3.047086000442505°E  |           |                     | Modifica les dades a Wikidata |
|        | Cala dels Músics       | Sant Feliu de Guíxols | cala cos d'aigua |         | 41° 45′ 59″ N, 3° 00′ 05″ E / 41.76645448256541°N,3.001359701156616°E  |           |                     | Modifica les dades a Wikidata |
|        | Cala dels Rampells     | Sant Feliu de Guíxols | cala cos d'aigua |         | 41° 45′ 56″ N, 3° 00′ 06″ E / 41.76565425004983°N,3.0017566680908208°E |           |                     | Modifica les dades a Wikidata |
|        | Cala des Cranc         | Sant Feliu de Guíxols | cala cos d'aigua |         | 41° 47′ 09″ N, 3° 02′ 45″ E / 41.78574506714074°N,3.045862913131714°E  |           |                     | Modifica les dades a Wikidata |
|        | cala del Molí          | Sant Feliu de Guíxols | cala cos d'aigua |         | 41° 46′ 45″ N, 3° 02′ 38″ E / 41.77920084058614°N,3.043878078460694°E  |           |                     | Modifica les dades a Wikidata |

## casa
| imatge | Nom                                          | Ubicat a              | instància de           | Detalls                                                                                              | coordenades | Protecció                                  | Commons (més fotos)                         | Dades a WD                    |
| ------ | -------------------------------------------- | --------------------- | ---------------------- | --- | --- | ------------------------------------------ | ------------------------------------------- | ----------------------------- |
|        | Can Viader                                   | Sant Feliu de Guíxols | casa                   | Estil: arquitectura modernista 1902                                                                  | 41° 46′ 55″ N, 3° 01′ 44″ E / 41.7819°N,3.02885°E ca:rambla Vidal, 43 | bé integrant del patrimoni cultural català | Can Viader (Sant Feliu de Guíxols)          | Modifica les dades a Wikidata |
|        | Casa Cases (Sant Feliu de Guíxols)           | Sant Feliu de Guíxols | casa                   | Arquitecte: Rafael Masó i Valentí Estil: noucentisme                                                 | 41° 47′ 26″ N, 3° 02′ 32″ E / 41.790428°N,3.042205°E | bé cultural d'interès local                | Casa Cases (Sant Feliu de Guíxols)          | Modifica les dades a Wikidata |
|        | Casa Cendrós                                 | Sant Feliu de Guíxols | casa                   | Estil: racionalisme arquitectònic                                                                    | 41° 46′ 51″ N, 3° 01′ 48″ E / 41.7809°N,3.03004°E | bé integrant del patrimoni cultural català | Casa Cendrós (Sant Feliu de Guíxols)        | Modifica les dades a Wikidata |
|        | Casa Dawson                                  | Sant Feliu de Guíxols | casa                   | Arquitecte: Joan Bordàs i Salellas                                                                   | 41° 46′ 48″ N, 3° 01′ 40″ E / 41.780129°N,3.027655°E |                                            | Casa Dawson (Sant Feliu de Guíxols)         | Modifica les dades a Wikidata |
|        | Casa Domènech                                | Sant Feliu de Guíxols | casa                   | Estil: racionalisme arquitectònic 20th century                                                       | 41° 47′ 24″ N, 3° 02′ 42″ E / 41.790071°N,3.045101°E ca:Ctra. Sant Feliu a Palamós 15 msnm | bé integrant del patrimoni cultural català | Casa Domènech (Sant Feliu de Guíxols)       | Modifica les dades a Wikidata |
|        | Casa La Campana                              | Sant Feliu de Guíxols | casa                   | Arquitecte: Bernardí Martorell i Puig Estil: arquitectura modernista 1911                            | 41° 46′ 55″ N, 3° 01′ 53″ E / 41.78194°N,3.031466°E ca:rambla del Portalet, 9-11 | bé cultural d'interès local                | Casa La Campana                             | Modifica les dades a Wikidata |
|        | Casa Lloret                                  | Sant Feliu de Guíxols | casa                   | Arquitecte: Martí Sureda i Vila Estil: arquitectura modernista 1909                                  | 41° 46′ 55″ N, 3° 01′ 34″ E / 41.781841°N,3.026168°E ca:Carrer Antoni de Capmany, 31 | bé cultural d'interès local                | Casa Lloret (Sant Feliu de Guíxols)         | Modifica les dades a Wikidata |
|        | Casa Mainegre                                | Sant Feliu de Guíxols | casa                   | Arquitecte: General Guitart i Lostaló Josep Bori i Gensana Estil: arquitectura modernista 1898       | 41° 47′ 09″ N, 3° 02′ 24″ E / 41.785833333333°N,3.04°E 41° 47′ 09″ N, 3° 02′ 24″ E / 41.78587°N,3.04006°E ca:Carretera de Palamós, 178 – Carrer Trafalgar, 155-157 ca:Carretera de Palamós, 178-194 | bé cultural d'interès local                | Casa Mainegre (Sant Feliu de Guíxols)       | Modifica les dades a Wikidata |
|        | Casa Marquesa                                | Sant Feliu de Guíxols | casa                   | | 41° 46′ 51″ N, 3° 01′ 42″ E / 41.780847°N,3.028219°E ca:Joan Goula, 10-12 | bé cultural d'interès local                | Casa Marquesa (Sant Feliu de Guíxols)       | Modifica les dades a Wikidata |
|        | Casa Maruny                                  | Sant Feliu de Guíxols | casa                   | Arquitecte: Joan Casadó i Tisans Estil: arquitectura modernista 19th century                         | 41° 46′ 56″ N, 3° 01′ 37″ E / 41.782269°N,3.027083°E ca:Mall, 17 | bé cultural d'interès local                | Habitatge al carrer del Mall, 17            | Modifica les dades a Wikidata |
|        | Casa Modest Bosch                            | Sant Feliu de Guíxols | casa                   | Estil: arquitectura modernista 1899                                                                  | 41° 46′ 55″ N, 3° 02′ 01″ E / 41.781914°N,3.033482°E ca:Passeig de Guíxols, 19 / Carrer Dr. Zamenhof, 1-9                                                                                           |                                            |                                             | Modifica les dades a Wikidata |
|        | Casa Pecher                                  | Sant Feliu de Guíxols | casa                   | Estil: modernisme català arquitectura eclèctica 1898                                                 | 41° 46′ 57″ N, 3° 01′ 29″ E / 41.782616°N,3.02461°E ca:Carrer d'Antoni de Capmany, 78-80 | bé cultural d'interès local                | Cases Pecher                                | Modifica les dades a Wikidata |
|        | Casa Sala                                    | Sant Feliu de Guíxols | casa                   | Arquitecte: Fèlix de Azúa i de Pastors Estil: arquitectura modernista 1904                           | 41° 46′ 58″ N, 3° 01′ 43″ E / 41.782669°N,3.028613°E ca:Carrer Penitència, 19 |                                            |                                             | Modifica les dades a Wikidata |
|        | Casa Salgot                                  | Sant Feliu de Guíxols | casa                   | Arquitecte: Jordi Garcés i Brusés Enric Sòria i Badia                                                | 41° 46′ 29″ N, 3° 01′ 25″ E / 41.7747°N,3.02355°E | bé integrant del patrimoni cultural català |                                             | Modifica les dades a Wikidata |
|        | Casa a la rambla Portalet, 14                | Sant Feliu de Guíxols | casa                   | Estil: arquitectura eclèctica                                                                        | 41° 46′ 55″ N, 3° 01′ 54″ E / 41.782048°N,3.031773°E | bé integrant del patrimoni cultural català | Casa a la rambla Portalet, 14               | Modifica les dades a Wikidata |
|        | Casa de les Punxes                           | Sant Feliu de Guíxols | casa monument històric | Estil: arquitectura modernista 1890                                                                  | 41° 47′ 21″ N, 3° 02′ 44″ E / 41.78906965796784°N,3.0455833314795946°E ca:passeig de Sant Pol, 55                                                                                                   | bé cultural d'interès local                | Casa Estrada (Sant Feliu de Guíxols)        | Modifica les dades a Wikidata |
|        | Casa dels Barquets                           | Sant Feliu de Guíxols | casa                   | Arquitecte: Josep Goday i Casals General Guitart i Lostaló Estil: modernisme català noucentisme 1910 | 41° 47′ 24″ N, 3° 02′ 43″ E / 41.789899671134144°N,3.04531316894801°E ca:carretera de Palamós / passeig de Sant Pol, 75                                                                             | bé cultural d'interès local                | Casa Domènec Girbau (Sant Feliu de Guíxols) | Modifica les dades a Wikidata |
|        | casa Girbau                                  | Sant Feliu de Guíxols | casa                   | Estil: arquitectura eclèctica 19th century                                                           | 41° 46′ 53″ N, 3° 01′ 38″ E / 41.781449°N,3.027203°E ca:C. Antoni de Capmany, 5-7 5 msnm | bé integrant del patrimoni cultural català | Casa Girbau (Sant Feliu de Guíxols)         | Modifica les dades a Wikidata |
|        | casa Girbau Estrada                          | Sant Feliu de Guíxols | casa                   | Arquitecte: Josep Goday i Casals Estil: arquitectura modernista                                      | 41° 47′ 23″ N, 3° 02′ 46″ E / 41.78966456847353°N,3.0462439063659943°E ca:passeig de Sant Pol, 81-87                                                                                                | bé integrant del patrimoni cultural català | Casa Girbau Estrada (Sant Feliu de Guíxols) | Modifica les dades a Wikidata |
|        | habitatge al carrer Antoni de Capmany, 24-26 | Sant Feliu de Guíxols | casa                   | Estil: arquitectura modernista                                                                       | 41° 46′ 55″ N, 3° 01′ 36″ E / 41.78181°N,3.026638°E ca:Carrer Antoni de Capmany, 24-26 | bé integrant del patrimoni cultural català | Habitatge al carrer Capmany 24-26           | Modifica les dades a Wikidata |
|        | habitatge al carrer Sant Antoni, 29-33       | Sant Feliu de Guíxols | casa                   | Estil: racionalisme arquitectònic                                                                    | 41° 46′ 56″ N, 3° 01′ 49″ E / 41.782183°N,3.030275°E | bé integrant del patrimoni cultural català | Habitatge al carrer Sant Antoni, 29-33      | Modifica les dades a Wikidata |

## cova
| imatge | Nom                                    | Ubicat a              | instància de | Detalls | coordenades                                                             | Protecció | Commons (més fotos) | Dades a WD                    |
| ------ | -------------------------------------- | --------------------- | ------------ | ------- | ----------------------------------------------------------------------- | --------- | ------------------- | ----------------------------- |
|        | Cova del Collet de la Mare de Déu      | Sant Feliu de Guíxols | cova         |         | 41° 46′ 31″ N, 2° 59′ 47″ E / 41.775396401924645°N,2.9965049028396606°E |           |                     | Modifica les dades a Wikidata |
|        | Cova del Puig Gros                     | Sant Feliu de Guíxols | cova         |         | 41° 46′ 33″ N, 2° 59′ 56″ E / 41.77578445700285°N,2.9989349842071538°E  |           |                     | Modifica les dades a Wikidata |
|        | cova de la Sapa                        | Sant Feliu de Guíxols | cova         |         | 41° 46′ 01″ N, 3° 00′ 08″ E / 41.7668646136602°N,3.00235805849725°E     |           |                     | Modifica les dades a Wikidata |
|        | cova de les Rates Penades (Sant Feliu) | Sant Feliu de Guíxols | cova         |         | 41° 47′ 01″ N, 3° 02′ 50″ E / 41.7836620895478°N,3.04708923787393°E     |           |                     | Modifica les dades a Wikidata |
|        | coves de Cala Maset                    | Sant Feliu de Guíxols | cova         |         | 41° 47′ 11″ N, 3° 02′ 46″ E / 41.7862565356692°N,3.04603209719621°E     |           |                     | Modifica les dades a Wikidata |
|        | coves de Mas Pei                       | Sant Feliu de Guíxols | cova         |         | 41° 46′ 04″ N, 3° 00′ 11″ E / 41.7678373536171°N,3.00317620840301°E     |           |                     | Modifica les dades a Wikidata |

## creu de terme
| imatge | Nom                                           | Ubicat a              | instància de                          | Detalls                       | coordenades                                                                         | Protecció                                  | Commons (més fotos)                          | Dades a WD                    |
| ------ | --------------------------------------------- | --------------------- | ------------------------------------- | ----------------------------- | ----------------------------------------------------------------------------------- | ------------------------------------------ | -------------------------------------------- | ----------------------------- |
|        | Creus de terme de Sant Feliu de Guíxols       | Sant Feliu de Guíxols | creu de terme                         |                               | 41° 46′ 48″ N, 3° 01′ 45″ E / 41.77992421430216°N,3.029194085608281°E               |                                            |                                              | Modifica les dades a Wikidata |
|        | creu d'en Baguer                              | Sant Feliu de Guíxols | creu de terme                         | Estil: gòtic flamíger         | 41° 46′ 56″ N, 3° 01′ 51″ E / 41.7823°N,3.03089°E                                   | bé integrant del patrimoni cultural català |                                              | Modifica les dades a Wikidata |
|        | creu de Sant Elm                              | Sant Feliu de Guíxols | creu de terme                         | Estil: arquitectura eclèctica | 41° 46′ 31″ N, 3° 01′ 38″ E / 41.7752°N,3.02725°E ca:Av. de Sant Elm                | bé integrant del patrimoni cultural català | Creu de Sant Elm                             | Modifica les dades a Wikidata |
|        | creu de la Parròquia de Sant Feliu de Guíxols | Sant Feliu de Guíxols | creu de terme creu de la Santa Missió | Estil: arquitectura popular   | 41° 46′ 49″ N, 3° 01′ 37″ E / 41.7803°N,3.02686°E monestir de Sant Feliu de Guíxols | bé integrant del patrimoni cultural català | Creu de la Parròquia (Sant Feliu de Guíxols) | Modifica les dades a Wikidata |

## edifici
| imatge | Nom                                         | Ubicat a              | instància de                             | Detalls                                                                                                | coordenades                                                                                             | Protecció                                            | Commons (més fotos)                               | Dades a WD                    |
| ------ | ------------------------------------------- | --------------------- | ---------------------------------------- | --- | --- | ---------------------------------------------------- | ------------------------------------------------- | ----------------------------- |
|        | Asil Surís                                  | Sant Feliu de Guíxols | edifici                                  | Arquitecte: General Guitart i Lostaló Estil: modernisme català 1900s                                   | 41° 47′ 14″ N, 3° 01′ 39″ E / 41.7872°N,3.0275°E ca:carrer de Sant Bonaventura / plaça Alabric          | bé cultural d'interès local                          | Asil Surís (Sant Feliu de Guíxols)                | Modifica les dades a Wikidata |
|        | Banys de Sant Elm                           | Sant Feliu de Guíxols | edifici                                  | Arquitecte: Joan Bordàs i Salellas General Guitart i Lostaló Estil: arquitectura eclèctica noucentisme | 41° 46′ 41″ N, 3° 01′ 45″ E / 41.778°N,3.02906°E                                                        | bé cultural d'interès local                          | Banys de Sant Elm                                 | Modifica les dades a Wikidata |
|        | Can Rotllan                                 | Sant Feliu de Guíxols | edifici                                  | | 41° 47′ 32″ N, 3° 00′ 14″ E / 41.79235261816781°N,3.0037844181060795°E                                  |                                                      |                                                   | Modifica les dades a Wikidata |
|        | Casa Arxer                                  | Sant Feliu de Guíxols | edifici                                  | Estil: noucentisme                                                                                     | 41° 46′ 56″ N, 3° 01′ 53″ E / 41.78229°N,3.0315°E                                                       | bé integrant del patrimoni cultural català           |                                                   | Modifica les dades a Wikidata |
|        | Casino La Constància                        | Sant Feliu de Guíxols | edifici organització sense ànim de lucre | Arquitecte: General Guitart i Lostaló Estil: neomudèjar                                                | 41° 46′ 54″ N, 3° 01′ 56″ E / 41.781671°N,3.032122°E ca:Pg. de Guíxols, 1-3 / Rambla Portalet, 2-4      | bé d'interès cultural bé cultural d'interès nacional | Nou Casino de la Constància                       | Modifica les dades a Wikidata |
|        | Claveguera i barana de la riera             | Sant Feliu de Guíxols | edifici                                  | | 41° 46′ 56″ N, 3° 01′ 53″ E / 41.78221°N,3.03139°E                                                      | bé integrant del patrimoni cultural català           | Claveguera i barana de la riera                   | Modifica les dades a Wikidata |
|        | Farmàcia Ruscalleda                         | Sant Feliu de Guíxols | edifici oficina de farmàcia              | Arquitecte: General Guitart i Lostaló Estil: arquitectura modernista 1909                              | 41° 46′ 55″ N, 3° 01′ 51″ E / 41.781944444444°N,3.0308333333333°E ca:Carrer Major, 33 – Carrer Creu, 19 | bé integrant del patrimoni cultural català           | Farmàcia Ruscalleda (Sant Feliu de Guíxols)       | Modifica les dades a Wikidata |
|        | Hospital Municipal de Sant Feliu de Guíxols | Sant Feliu de Guíxols | edifici                                  | Estil: neoclassicisme                                                                                  | 41° 46′ 54″ N, 3° 01′ 39″ E / 41.7818°N,3.02761°E                                                       | bé cultural d'interès local                          | Antic Hospital Municipal de Sant Feliu de Guíxols | Modifica les dades a Wikidata |
|        | Llotja de Pescadors                         | Sant Feliu de Guíxols | edifici                                  | | 41° 46′ 49″ N, 3° 02′ 13″ E / 41.7802249201166°N,3.0369472503662114°E                                   |                                                      |                                                   | Modifica les dades a Wikidata |
|        | Magatzem Ararà                              | Sant Feliu de Guíxols | edifici                                  | Estil: arquitectura modernista                                                                         | ca:Rambla Antoni Vidal, 29-31                                                                           |                                                      |                                                   | Modifica les dades a Wikidata |
|        | Magatzem La Suberina                        | Sant Feliu de Guíxols | edifici                                  | Arquitecte: Joan Bordàs i Salellas Estil: noucentisme                                                  | 41° 47′ 00″ N, 3° 01′ 24″ E / 41.7832°N,3.02328°E                                                       | bé integrant del patrimoni cultural català           | Magatzem La Suberina                              | Modifica les dades a Wikidata |
|        | Mercat cobert de Sant Feliu de Guíxols      | Sant Feliu de Guíxols | edifici mercat cobert                    | Arquitecte: Joan Bordàs i Salellas                                                                     | 41° 46′ 50″ N, 3° 01′ 45″ E / 41.7806°N,3.02904°E                                                       | bé cultural d'interès local                          | Mercat cobert de Sant Feliu de Guíxols            | Modifica les dades a Wikidata |
|        | Museu del Salvament Marítim                 | Sant Feliu de Guíxols | edifici                                  | Estil: arquitectura eclèctica                                                                          | 41° 46′ 48″ N, 3° 02′ 08″ E / 41.78°N,3.03545°E                                                         | bé cultural d'interès local                          | El Salvament                                      | Modifica les dades a Wikidata |
|        | Porta Ferrada                               | Sant Feliu de Guíxols | edifici                                  | | 41° 46′ 49″ N, 3° 01′ 35″ E / 41.780237°N,3.026402°E                                                    |                                                      | Porta Ferrada                                     | Modifica les dades a Wikidata |
|        | Taverna del Mar                             | Sant Feliu de Guíxols | edifici                                  | | 41° 47′ 27″ N, 3° 03′ 08″ E / 41.79096326988774°N,3.0522742174108024°E                                  | bé cultural d'interès local                          | Taverna del Mar                                   | Modifica les dades a Wikidata |
|        | Teatre Auditori Municipal Narcís Masferrer  | Sant Feliu de Guíxols | edifici                                  | | 41° 46′ 50″ N, 3° 01′ 32″ E / 41.78063°N,3.025578°E                                                     | bé integrant del patrimoni cultural català           | Teatre Municipal de Sant Feliu de Guíxols         | Modifica les dades a Wikidata |
|        | edifici de La Caixa                         | Sant Feliu de Guíxols | edifici                                  | Arquitecte: Rafael Masó i Valentí Estil: noucentisme                                                   | 41° 46′ 53″ N, 3° 01′ 47″ E / 41.7813°N,3.02986°E ca:Rambla Vidal, 20-22                                | bé cultural d'interès local                          | Edifici de La Caixa (Sant Feliu de Guíxols)       | Modifica les dades a Wikidata |

## edifici escolar
| imatge | Nom                          | Ubicat a              | instància de    | Detalls                                                                                      | coordenades | Protecció                                  | Commons (més fotos) | Dades a WD                    |
| ------ | ---------------------------- | --------------------- | --------------- | -------------------------------------------------------------------------------------------- | --- | ------------------------------------------ | ------------------- | ----------------------------- |
|        | Escola Ardenya               | Sant Feliu de Guíxols | edifici escolar |                                                                                              | 41° 47′ 25″ N, 3° 01′ 06″ E / 41.790328828040536°N,3.018354177474976°E                                                                                |                                            |                     | Modifica les dades a Wikidata |
|        | Escola Gaziel                | Sant Feliu de Guíxols | edifici escolar | Anomenat per: Gaziel                                                                         | 41° 47′ 03″ N, 3° 01′ 23″ E / 41.784193073827986°N,3.022946119308472°E                                                                                |                                            |                     | Modifica les dades a Wikidata |
|        | Institut Vilartagues         | Sant Feliu de Guíxols | edifici escolar |                                                                                              | 41° 47′ 40″ N, 3° 01′ 25″ E / 41.79435°N,3.02364°E | bé integrant del patrimoni cultural català |                     | Modifica les dades a Wikidata |
|        | Vilartagues Secondary School | Sant Feliu de Guíxols | edifici escolar | Arquitecte: RCR Arquitectes Carme Pigem Barceló Ramón Vilalta I Pujol Rafael Aranda i Quiles | 41° 47′ 41″ N, 3° 01′ 24″ E / 41.7946°N,3.0233°E de:Carrer Canigó 41, 17220 Sant Feliu de Guíxols de:Carrer de Josep Mas, 17220 Sant Feliu de Guíxols |                                            |                     | Modifica les dades a Wikidata |

## entitat singular de població
| imatge | Nom                         | Ubicat a              | instància de                                                                   | Detalls   | coordenades                                                                 | Protecció | Commons (més fotos)                | Dades a WD                    |
| ------ | --------------------------- | --------------------- | ------------------------------------------------------------------------------ | --------- | --------------------------------------------------------------------------- | --------- | ---------------------------------- | ----------------------------- |
|        | Pedralta                    | Sant Feliu de Guíxols | entitat singular de població                                                   | 35 hab    | 41° 47′ 31″ N, 2° 58′ 56″ E / 41.791894°N,2.982139°E 139 msnm               |           |                                    | Modifica les dades a Wikidata |
|        | Puntabrava                  | Sant Feliu de Guíxols | entitat singular de població                                                   | 50 hab    | 41° 46′ 14″ N, 3° 00′ 11″ E / 41.770444°N,3.003117°E 60 msnm                |           |                                    | Modifica les dades a Wikidata |
|        | Sant Amanç                  | Sant Feliu de Guíxols | entitat singular de població                                                   | 152 hab   | 41° 47′ 12″ N, 3° 00′ 53″ E / 41.78667222°N,3.01480278°E 47 msnm            |           | Sant Amanç (Sant Feliu de Guíxols) | Modifica les dades a Wikidata |
|        | Sant Feliu de Guíxols       | Sant Feliu de Guíxols | entitat singular de població ens local històric de Catalunya capital municipal | 22332 hab | 41° 47′ 00″ N, 3° 02′ 00″ E / 41.78333°N,3.03333°E 3 msnm                   |           |                                    | Modifica les dades a Wikidata |
|        | Urbanització de Mas Trempat | Sant Feliu de Guíxols | entitat singular de població urbanització                                      | 34 hab    | 41° 47′ 51″ N, 3° 00′ 57″ E / 41.7975476971582°N,3.01572843568027°E 92 msnm |           |                                    | Modifica les dades a Wikidata |
|        | el Vilar d'Aro              | Sant Feliu de Guíxols | entitat singular de població                                                   | 93 hab    | 41° 47′ 57″ N, 3° 02′ 14″ E / 41.799159°N,3.037316°E 50 msnm                |           |                                    | Modifica les dades a Wikidata |
|        | la Casa Nova                | Sant Feliu de Guíxols | entitat singular de població                                                   | 119 hab   | 41° 47′ 06″ N, 2° 59′ 52″ E / 41.784939076883°N,2.9976740934062°E 124 msnm  |           |                                    | Modifica les dades a Wikidata |
|        | les Bateries                | Sant Feliu de Guíxols | entitat singular de població                                                   | 119 hab   | 41° 47′ 37″ N, 3° 02′ 17″ E / 41.793547°N,3.038041°E 96 msnm                |           |                                    | Modifica les dades a Wikidata |

## església
| imatge | Nom                                           | Ubicat a              | instància de    | Detalls                                    | coordenades                                                             | Protecció                                            | Commons (més fotos)                 | Dades a WD                    |
| ------ | --------------------------------------------- | --------------------- | --------------- | ------------------------------------------ | ----------------------------------------------------------------------- | ---------------------------------------------------- | ----------------------------------- | ----------------------------- |
|        | Ermita de Pedralta                            | Sant Feliu de Guíxols | església        |                                            | 41° 47′ 30″ N, 2° 58′ 56″ E / 41.7917766843988°N,2.982208728790283°E    |                                                      |                                     | Modifica les dades a Wikidata |
|        | Ermita de Sant Elm                            | Sant Feliu de Guíxols | església ermita | Estil: barroc 18th century                 | 41° 46′ 29″ N, 3° 01′ 39″ E / 41.774656°N,3.02742°E                     | bé cultural d'interès local                          | Capella de Sant Elm                 | Modifica les dades a Wikidata |
|        | Sant Amanç                                    | Sant Feliu de Guíxols | església        | Estil: barroc                              | 41° 47′ 16″ N, 3° 00′ 54″ E / 41.787674°N,3.015094°E                    | bé cultural d'interès local                          | Sant Amanç de Sant Feliu de Guíxols | Modifica les dades a Wikidata |
|        | Sant Joan de Vilartagues                      | Sant Feliu de Guíxols | església        |                                            |                                                                         |                                                      |                                     | Modifica les dades a Wikidata |
|        | Santa Maria Assumpta de Sant Feliu de Guíxols | Sant Feliu de Guíxols | església        |                                            | 41° 47′ 10″ N, 3° 01′ 59″ E / 41.78600506234648°N,3.0331438779830937°E  |                                                      |                                     | Modifica les dades a Wikidata |
|        | monestir de Sant Feliu de Guíxols             | Sant Feliu de Guíxols | església        | 10th century Anomenat per: Feliu de Girona | 41° 46′ 49″ N, 3° 01′ 36″ E / 41.7802°N,3.02676°E ca:Plaça del Monestir | bé d'interès cultural bé cultural d'interès nacional | Monestir de Sant Feliu de Guíxols   | Modifica les dades a Wikidata |

## illa
| imatge | Nom           | Ubicat a              | instància de | Detalls | coordenades                                                           | Protecció | Commons (més fotos) | Dades a WD                    |
| ------ | ------------- | --------------------- | ------------ | ------- | --------------------------------------------------------------------- | --------- | ------------------- | ----------------------------- |
|        | Illa des Freu | Sant Feliu de Guíxols | illa         |         | 41° 46′ 20″ N, 3° 01′ 57″ E / 41.7721°N,3.03238°E 8 msnm              |           | Illa des Freu       | Modifica les dades a Wikidata |
|        | S'Adolitx     | Sant Feliu de Guíxols | illa         |         | 41° 46′ 15″ N, 3° 01′ 41″ E / 41.770746371°N,3.02815823913°E 7.5 msnm |           | S'Adolitx           | Modifica les dades a Wikidata |

## indret
| imatge | Nom                            | Ubicat a              | instància de | Detalls | coordenades                                                                     | Protecció | Commons (més fotos)                             | Dades a WD                    |
| ------ | ------------------------------ | --------------------- | ------------ | ------- | ------------------------------------------------------------------------------- | --------- | ----------------------------------------------- | ----------------------------- |
|        | Esculls de Rocacorb de Llevant | Sant Feliu de Guíxols | indret       |         | 41° 46′ 23″ N, 3° 01′ 29″ E / 41.77293599808399°N,3.024850487709046°E           |           |                                                 | Modifica les dades a Wikidata |
|        | Esculls de Rocacorb de Ponent  | Sant Feliu de Guíxols | indret       |         | 41° 46′ 22″ N, 3° 01′ 25″ E / 41.77289199000167°N,3.023654222488404°E           |           |                                                 | Modifica les dades a Wikidata |
|        | Mirador de Cala Urgell         | Sant Feliu de Guíxols | indret       |         | 41° 46′ 01″ N, 2° 59′ 55″ E / 41.76703864599919°N,2.9984951019287114°E 134 msnm |           |                                                 | Modifica les dades a Wikidata |
|        | Mirador de les Mestres         | Sant Feliu de Guíxols | indret       |         | 41° 46′ 25″ N, 3° 01′ 49″ E / 41.773603°N,3.030349°E                            |           |                                                 | Modifica les dades a Wikidata |
|        | Mirador de les Modistes        | Sant Feliu de Guíxols | indret       |         | 41° 46′ 19″ N, 3° 01′ 41″ E / 41.771823°N,3.028082°E                            |           | Mirador de les Modistes (Sant Feliu de Guíxols) | Modifica les dades a Wikidata |
|        | Mirador de les Pageses         | Sant Feliu de Guíxols | indret       |         | 41° 46′ 19″ N, 3° 01′ 54″ E / 41.7719318061442°N,3.0315881967544556°E           |           |                                                 | Modifica les dades a Wikidata |
|        | Mirador de les Remendadores    | Sant Feliu de Guíxols | indret       |         | 41° 46′ 34″ N, 3° 01′ 46″ E / 41.77610850119705°N,3.029420971870423°E           |           |                                                 | Modifica les dades a Wikidata |
|        | Mirador dels Frares            | Sant Feliu de Guíxols | indret       |         | 41° 46′ 28″ N, 3° 01′ 25″ E / 41.774484263217154°N,3.02374541759491°E 80 msnm   |           |                                                 | Modifica les dades a Wikidata |
|        | Roca de Pedralta               | Sant Feliu de Guíxols | indret       |         | 41° 47′ 31″ N, 2° 58′ 55″ E / 41.79185667550949°N,2.981999516487122°E           |           |                                                 | Modifica les dades a Wikidata |

## jardí públic
| imatge | Nom                     | Ubicat a              | instància de            | Detalls | coordenades                                                            | Protecció | Commons (més fotos) | Dades a WD                    |
| ------ | ----------------------- | --------------------- | ----------------------- | ------- | ---------------------------------------------------------------------- | --------- | ------------------- | ----------------------------- |
|        | Jardins de Juli Garreta | Sant Feliu de Guíxols | jardí públic Equipament |         | 41° 46′ 52″ N, 3° 02′ 03″ E / 41.781116°N,3.03425°E 2 msnm             |           |                     | Modifica les dades a Wikidata |
|        | Parc de les Dunes       | Sant Feliu de Guíxols | jardí públic Equipament |         | 41° 47′ 29″ N, 3° 03′ 00″ E / 41.79140872400388°N,3.0501008033752446°E |           |                     | Modifica les dades a Wikidata |
|        | Parc de les Eres        | Sant Feliu de Guíxols | jardí públic Equipament |         | 41° 47′ 07″ N, 3° 01′ 53″ E / 41.7852250735662°N,3.031518459320069°E   |           |                     | Modifica les dades a Wikidata |

## masia
| imatge | Nom                        | Ubicat a              | instància de  | Detalls                                             | coordenades                                                                                    | Protecció                   | Commons (més fotos) | Dades a WD                    |
| ------ | -------------------------- | --------------------- | ------------- | --------------------------------------------------- | ---------------------------------------------------------------------------------------------- | --------------------------- | ------------------- | ----------------------------- |
|        | Ca l'Adela                 | Sant Feliu de Guíxols | masia         |                                                     | 41° 47′ 06″ N, 3° 00′ 32″ E / 41.7850494583769°N,3.00901369791312°E                            |                             |                     | Modifica les dades a Wikidata |
|        | Ca l'Almar                 | Sant Feliu de Guíxols | masia         |                                                     | 41° 46′ 57″ N, 3° 00′ 51″ E / 41.78243703609503°N,3.014186024665833°E 15 msnm                  |                             |                     | Modifica les dades a Wikidata |
|        | Ca l'Ararà                 | Sant Feliu de Guíxols | masia         |                                                     | 41° 46′ 31″ N, 3° 00′ 47″ E / 41.77525638147463°N,3.0130594968795776°E 117 msnm                |                             |                     | Modifica les dades a Wikidata |
|        | Ca l'Emília                | Sant Feliu de Guíxols | masia         |                                                     | 41° 47′ 30″ N, 3° 00′ 03″ E / 41.7917766843988°N,3.0007266998291016°E 104 msnm                 |                             |                     | Modifica les dades a Wikidata |
|        | Ca l'Esclopeter            | Sant Feliu de Guíxols | masia         |                                                     | 41° 47′ 44″ N, 3° 01′ 42″ E / 41.7954854522514°N,3.02823706969867°E                            |                             |                     | Modifica les dades a Wikidata |
|        | Ca la Molinera             | Sant Feliu de Guíxols | masia         |                                                     | 41° 46′ 52″ N, 3° 01′ 03″ E / 41.78115297806499°N,3.01750659942627°E                           |                             |                     | Modifica les dades a Wikidata |
|        | Ca la Parrota              | Sant Feliu de Guíxols | masia         |                                                     | 41° 46′ 44″ N, 3° 00′ 21″ E / 41.779016824562184°N,3.0058336257934575°E                        |                             |                     | Modifica les dades a Wikidata |
|        | Ca n'Oliva                 | Sant Feliu de Guíxols | masia         |                                                     | 41° 46′ 30″ N, 3° 01′ 03″ E / 41.77513236310651°N,3.017404675483704°E                          |                             |                     | Modifica les dades a Wikidata |
|        | Cal Ferrer                 | Sant Feliu de Guíxols | masia         |                                                     | 41° 46′ 51″ N, 3° 01′ 08″ E / 41.7807519150905°N,3.018892604534°E                              |                             |                     | Modifica les dades a Wikidata |
|        | Cal Nano                   | Sant Feliu de Guíxols | masia         | Estat: ruïnós                                       | 41° 47′ 22″ N, 3° 00′ 47″ E / 41.789504895181615°N,3.0129468441009526°E 57 msnm                |                             |                     | Modifica les dades a Wikidata |
|        | Cal Toni                   | Sant Feliu de Guíxols | masia         | Estat: ruïnós                                       | 41° 46′ 28″ N, 3° 00′ 23″ E / 41.77457627779786°N,3.0063593387603764°E 90 msnm                 |                             |                     | Modifica les dades a Wikidata |
|        | Can Bartra                 | Sant Feliu de Guíxols | masia         |                                                     | 41° 47′ 37″ N, 3° 00′ 01″ E / 41.79367244687087°N,3.0003082752227788°E                         |                             |                     | Modifica les dades a Wikidata |
|        | Can Beguer                 | Sant Feliu de Guíxols | masia         |                                                     | 41° 46′ 58″ N, 3° 00′ 47″ E / 41.78280104786796°N,3.0130541324615483°E                         |                             |                     | Modifica les dades a Wikidata |
|        | Can Beutick                | Sant Feliu de Guíxols | masia         |                                                     | 41° 47′ 42″ N, 2° 59′ 59″ E / 41.795128226404294°N,2.999600172042847°E 155 msnm                |                             |                     | Modifica les dades a Wikidata |
|        | Can Bona                   | Sant Feliu de Guíxols | masia         |                                                     | 41° 47′ 57″ N, 3° 02′ 03″ E / 41.7991857292762°N,3.0341127274646°E                             |                             |                     | Modifica les dades a Wikidata |
|        | Can Bordes                 | Sant Feliu de Guíxols | masia         | Estat: ruïnós                                       | 41° 47′ 23″ N, 2° 59′ 55″ E / 41.78965688359291°N,2.9987096786499023°E 109 msnm                |                             |                     | Modifica les dades a Wikidata |
|        | Can Boscarons              | Sant Feliu de Guíxols | masia         |                                                     | 41° 46′ 57″ N, 3° 01′ 03″ E / 41.782417035388285°N,3.017608523368835°E 25 msnm                 |                             |                     | Modifica les dades a Wikidata |
|        | Can Carmona                | Sant Feliu de Guíxols | masia         |                                                     | 41° 47′ 57″ N, 3° 02′ 00″ E / 41.7991950042608°N,3.03319792376387°E                            |                             |                     | Modifica les dades a Wikidata |
|        | Can Cebes-i-alls           | Sant Feliu de Guíxols | masia         |                                                     | 41° 47′ 47″ N, 3° 01′ 22″ E / 41.7964053972566°N,3.02267664115704°E                            |                             |                     | Modifica les dades a Wikidata |
|        | Can Coll                   | Sant Feliu de Guíxols | masia         |                                                     | 41° 46′ 42″ N, 3° 01′ 04″ E / 41.77828075518611°N,3.017731904983521°E                          |                             |                     | Modifica les dades a Wikidata |
|        | Can Corominola             | Sant Feliu de Guíxols | masia         |                                                     | 41° 46′ 53″ N, 3° 00′ 53″ E / 41.7814280563802°N,3.01468103164172°E                            |                             |                     | Modifica les dades a Wikidata |
|        | Can Damià                  | Sant Feliu de Guíxols | masia         |                                                     | 41° 46′ 59″ N, 3° 00′ 32″ E / 41.78293705173636°N,3.0088323354721074°E 32 msnm                 |                             |                     | Modifica les dades a Wikidata |
|        | Can Duro                   | Sant Feliu de Guíxols | masia         |                                                     | 41° 47′ 02″ N, 2° 59′ 57″ E / 41.7838410701182°N,2.999181747436524°E                           |                             |                     | Modifica les dades a Wikidata |
|        | Can Figueres               | Sant Feliu de Guíxols | masia         |                                                     | 41° 47′ 24″ N, 3° 00′ 43″ E / 41.79004885204333°N,3.011916875839234°E 55 msnm                  |                             |                     | Modifica les dades a Wikidata |
|        | Can Garcia                 | Sant Feliu de Guíxols | masia         |                                                     | 41° 47′ 44″ N, 3° 00′ 02″ E / 41.795648139652975°N,3.000426292419434°E 140 msnm                |                             |                     | Modifica les dades a Wikidata |
|        | Can Gironès                | Sant Feliu de Guíxols | masia edifici |                                                     | 41° 47′ 18″ N, 3° 00′ 44″ E / 41.78825697670526°N,3.012335300445557°E                          |                             |                     | Modifica les dades a Wikidata |
|        | Can Jeroni                 | Sant Feliu de Guíxols | masia         |                                                     | 41° 47′ 25″ N, 3° 00′ 16″ E / 41.79024083571604°N,3.0043315887451176°E                         |                             |                     | Modifica les dades a Wikidata |
|        | Can Marí                   | Sant Feliu de Guíxols | masia         |                                                     | 41° 47′ 47″ N, 3° 01′ 04″ E / 41.796487990607034°N,3.017807006835938°E                         |                             |                     | Modifica les dades a Wikidata |
|        | Can Miralls                | Sant Feliu de Guíxols | masia         |                                                     | 41° 46′ 30″ N, 3° 00′ 40″ E / 41.77502834751606°N,3.011187314987183°E 135 msnm                 |                             |                     | Modifica les dades a Wikidata |
|        | Can Nyaques                | Sant Feliu de Guíxols | masia         |                                                     | 41° 47′ 50″ N, 3° 02′ 01″ E / 41.79735749223°N,3.03349789074663°E                              |                             |                     | Modifica les dades a Wikidata |
|        | Can Paulí                  | Sant Feliu de Guíxols | masia         |                                                     | 41° 47′ 52″ N, 3° 01′ 21″ E / 41.7977925227794°N,3.0224243595854°E                             |                             |                     | Modifica les dades a Wikidata |
|        | Can Pepet                  | Sant Feliu de Guíxols | masia         |                                                     | 41° 47′ 31″ N, 3° 00′ 19″ E / 41.791904670128005°N,3.005222082138062°E 86 msnm                 |                             |                     | Modifica les dades a Wikidata |
|        | Can Pinotxo                | Sant Feliu de Guíxols | masia         |                                                     | 41° 46′ 57″ N, 3° 00′ 56″ E / 41.782417035388285°N,3.0155217647552495°E 17 msnm                |                             |                     | Modifica les dades a Wikidata |
|        | Can Pugnau                 | Sant Feliu de Guíxols | masia         |                                                     | 41° 46′ 59″ N, 3° 00′ 25″ E / 41.7829970533513°N,3.006842136383057°E                           |                             |                     | Modifica les dades a Wikidata |
|        | Can Ralet                  | Sant Feliu de Guíxols | masia         |                                                     | 41° 47′ 09″ N, 3° 00′ 09″ E / 41.78580506612793°N,3.0026364326477055°E 65 msnm                 |                             |                     | Modifica les dades a Wikidata |
|        | Can Resós                  | Sant Feliu de Guíxols | masia         |                                                     | 41° 46′ 54″ N, 3° 01′ 07″ E / 41.7816770048526°N,3.018531203269959°E                           |                             |                     | Modifica les dades a Wikidata |
|        | Can Revell                 | Sant Feliu de Guíxols | masia         |                                                     | 41° 47′ 32″ N, 3° 00′ 50″ E / 41.7921104549571°N,3.01393725982012°E                            |                             |                     | Modifica les dades a Wikidata |
|        | Can Ribot                  | Sant Feliu de Guíxols | masia         |                                                     | 41° 46′ 52″ N, 3° 00′ 20″ E / 41.78118097960471°N,3.005570769309998°E                          |                             |                     | Modifica les dades a Wikidata |
|        | Can Robert                 | Sant Feliu de Guíxols | masia         |                                                     | 41° 46′ 49″ N, 3° 01′ 02″ E / 41.78034892863713°N,3.0172169208526616°E                         |                             |                     | Modifica les dades a Wikidata |
|        | Can Romeu                  | Sant Feliu de Guíxols | masia         |                                                     | 41° 47′ 56″ N, 3° 01′ 19″ E / 41.7987923772201°N,3.02201545421326°E                            |                             |                     | Modifica les dades a Wikidata |
|        | Can Rotllan                | Sant Feliu de Guíxols | masia         |                                                     | 41° 47′ 35″ N, 3° 00′ 12″ E / 41.7929489021115°N,3.00334594881407°E                            |                             |                     | Modifica les dades a Wikidata |
|        | Can Serra                  | Sant Feliu de Guíxols | masia         |                                                     | 41° 47′ 05″ N, 3° 00′ 15″ E / 41.78470907577345°N,3.004251122474671°E 48 msnm                  |                             |                     | Modifica les dades a Wikidata |
|        | Can Tanoc                  | Sant Feliu de Guíxols | masia         |                                                     | 41° 47′ 26″ N, 3° 00′ 23″ E / 41.79057680575975°N,3.0062627792358403°E 68 msnm                 |                             |                     | Modifica les dades a Wikidata |
|        | Can Vint-i-dos             | Sant Feliu de Guíxols | masia         |                                                     | 41° 47′ 11″ N, 3° 00′ 29″ E / 41.7864906481155°N,3.00808723718137°E                            |                             |                     | Modifica les dades a Wikidata |
|        | Can Xargai                 | Sant Feliu de Guíxols | masia         |                                                     | 41° 46′ 50″ N, 3° 01′ 08″ E / 41.78060894572425°N,3.0189120769500737°E 10 msnm                 |                             |                     | Modifica les dades a Wikidata |
|        | Can Xixa                   | Sant Feliu de Guíxols | masia         |                                                     | 41° 47′ 43″ N, 3° 02′ 01″ E / 41.7953398744163°N,3.03367738366466°E                            |                             |                     | Modifica les dades a Wikidata |
|        | Casa Oliva                 | Sant Feliu de Guíxols | masia         |                                                     | 41° 47′ 23″ N, 2° 59′ 36″ E / 41.78958488912722°N,2.9933667182922368°E 220 msnm                |                             |                     | Modifica les dades a Wikidata |
|        | Casa Patxot                | Sant Feliu de Guíxols | masia         | Arquitecte: Albert Juan i Torner Estil: noucentisme | 41° 46′ 54″ N, 3° 01′ 54″ E / 41.781741°N,3.031641°E ca:Pg. de Mar, 40-41 / Rambla Portalet, 3 | bé cultural d'interès local | Casa Patxot         | Modifica les dades a Wikidata |
|        | Mas Abric                  | Sant Feliu de Guíxols | masia         |                                                     | 41° 47′ 02″ N, 3° 00′ 23″ E / 41.783842699316°N,3.00631789408963°E                             |                             |                     | Modifica les dades a Wikidata |
|        | Mas Asols                  | Sant Feliu de Guíxols | masia         |                                                     | 41° 47′ 05″ N, 3° 00′ 11″ E / 41.784837075613225°N,3.0030655860900883°E 50 msnm                |                             |                     | Modifica les dades a Wikidata |
|        | Mas Balmanya               | Sant Feliu de Guíxols | masia         |                                                     | 41° 47′ 20″ N, 3° 01′ 11″ E / 41.78894493476733°N,3.0197167396545415°E 41 msnm                 |                             |                     | Modifica les dades a Wikidata |
|        | Mas Coll                   | Sant Feliu de Guíxols | masia         |                                                     | 41° 46′ 32″ N, 3° 00′ 26″ E / 41.7754644117472°N,3.0073142051696777°E 87 msnm                  |                             |                     | Modifica les dades a Wikidata |
|        | Mas Consol                 | Sant Feliu de Guíxols | masia         |                                                     | 41° 47′ 48″ N, 3° 02′ 10″ E / 41.7967171632702°N,3.03624187745096°E                            |                             |                     | Modifica les dades a Wikidata |
|        | Mas Maiol                  | Sant Feliu de Guíxols | masia         |                                                     | 41° 47′ 35″ N, 3° 00′ 30″ E / 41.793092525484866°N,3.0082100629806523°E 90 msnm                |                             |                     | Modifica les dades a Wikidata |
|        | Mas Negat                  | Sant Feliu de Guíxols | masia         |                                                     | 41° 47′ 26″ N, 3° 00′ 37″ E / 41.79062480133652°N,3.010350465774537°E                          |                             |                     | Modifica les dades a Wikidata |
|        | Mas Panarro                | Sant Feliu de Guíxols | masia         |                                                     | 41° 47′ 00″ N, 3° 00′ 33″ E / 41.7832300285827°N,3.00919395263578°E                            |                             |                     | Modifica les dades a Wikidata |
|        | Mas Pei                    | Sant Feliu de Guíxols | masia         |                                                     | 41° 46′ 13″ N, 3° 00′ 16″ E / 41.7702872265407°N,3.00437948426598°E                            |                             |                     | Modifica les dades a Wikidata |
|        | Mas Pineda                 | Sant Feliu de Guíxols | masia         |                                                     | 41° 47′ 16″ N, 3° 00′ 59″ E / 41.78776900197653°N,3.0164015293121342°E 31 msnm                 |                             |                     | Modifica les dades a Wikidata |
|        | Mas Ripoll                 | Sant Feliu de Guíxols | masia         |                                                     | 41° 47′ 27″ N, 3° 00′ 04″ E / 41.79086477868144°N,3.0009949207305913°E 100 msnm                |                             |                     | Modifica les dades a Wikidata |
|        | Mas Toll                   | Sant Feliu de Guíxols | masia         |                                                     | 41° 47′ 49″ N, 3° 02′ 21″ E / 41.7969864046739°N,3.03919098197274°E                            |                             |                     | Modifica les dades a Wikidata |
|        | Mas Tranquil               | Sant Feliu de Guíxols | masia         |                                                     | 41° 46′ 58″ N, 3° 00′ 38″ E / 41.78284904926622°N,3.0106616020202637°E                         |                             |                     | Modifica les dades a Wikidata |
|        | Mas Trempat                | Sant Feliu de Guíxols | masia         |                                                     | 41° 47′ 51″ N, 3° 00′ 52″ E / 41.7974335299345°N,3.01439580485121°E                            |                             |                     | Modifica les dades a Wikidata |
|        | Mas d'en Sota              | Sant Feliu de Guíxols | masia         |                                                     | 41° 47′ 49″ N, 3° 02′ 14″ E / 41.7969600089378°N,3.03731326608258°E                            |                             |                     | Modifica les dades a Wikidata |
|        | Mas de Santa Escolàstica   | Sant Feliu de Guíxols | masia         |                                                     | 41° 47′ 37″ N, 2° 59′ 31″ E / 41.7935161083844°N,2.99193595155129°E                            |                             |                     | Modifica les dades a Wikidata |
|        | Mas la Pinya               | Sant Feliu de Guíxols | masia         |                                                     | 41° 47′ 38″ N, 3° 00′ 32″ E / 41.794012398347405°N,3.0089718103408813°E 96 msnm                |                             |                     | Modifica les dades a Wikidata |
|        | Molí de les Forques        | Sant Feliu de Guíxols | masia         |                                                     | 41° 46′ 48″ N, 3° 02′ 31″ E / 41.78010491164254°N,3.0419898033142094°E                         |                             |                     | Modifica les dades a Wikidata |
|        | Molí de vent de les Comes  | Sant Feliu de Guíxols | masia         |                                                     | 41° 46′ 53″ N, 3° 01′ 04″ E / 41.78132498733001°N,3.0177211761474614°E                         |                             |                     | Modifica les dades a Wikidata |
|        | Sant Benet                 | Sant Feliu de Guíxols | masia         |                                                     | 41° 46′ 22″ N, 2° 59′ 01″ E / 41.7729161742724°N,2.98348000711336°E 315 msnm                   |                             |                     | Modifica les dades a Wikidata |
|        | Torre del Molí dels Frares | Sant Feliu de Guíxols | masia         |                                                     | 41° 47′ 54″ N, 3° 01′ 14″ E / 41.7982342076068°N,3.0205949236265°E                             |                             |                     | Modifica les dades a Wikidata |
|        | la Casa Nova               | Sant Feliu de Guíxols | masia         |                                                     | 41° 47′ 08″ N, 2° 59′ 39″ E / 41.7855630605757°N,2.99411517562407°E                            |                             |                     | Modifica les dades a Wikidata |
|        | la Cotorra                 | Sant Feliu de Guíxols | masia         |                                                     | 41° 46′ 58″ N, 3° 00′ 21″ E / 41.782649043203094°N,3.0056995153427124°E 48 msnm                |                             |                     | Modifica les dades a Wikidata |
|        | la Divina Pastora          | Sant Feliu de Guíxols | masia         |                                                     | 41° 46′ 18″ N, 2° 59′ 45″ E / 41.77161574248021°N,2.995855808258057°E                          |                             |                     | Modifica les dades a Wikidata |
|        | la Pedrera                 | Sant Feliu de Guíxols | masia         |                                                     | 41° 46′ 45″ N, 3° 01′ 25″ E / 41.77924884467945°N,3.0235791206359868°E 20 msnm                 |                             |                     | Modifica les dades a Wikidata |
|        | s'Arbreda                  | Sant Feliu de Guíxols | masia         |                                                     | 41° 47′ 16″ N, 3° 01′ 01″ E / 41.78786499729859°N,3.0170667171478276°E                         |                             |                     | Modifica les dades a Wikidata |

## mausoleu
| imatge | Nom                            | Ubicat a              | instància de | Detalls                                                                | coordenades                                                                                          | Protecció                                  | Commons (més fotos)            | Dades a WD                    |
| ------ | ------------------------------ | --------------------- | ------------ | ---------------------------------------------------------------------- | --- | ------------------------------------------ | ------------------------------ | ----------------------------- |
|        | Mausoleu de la Família Casas   | Sant Feliu de Guíxols | mausoleu     | Arquitecte: Josep Puig i Cadafalch Estil: arquitectura modernista 1898 | 41° 46′ 48″ N, 3° 01′ 11″ E / 41.78°N,3.0197222222222°E cementiri de Sant Feliu de Guíxols           | bé integrant del patrimoni cultural català | Mausoleu de la Família Casas   | Modifica les dades a Wikidata |
|        | Mausoleu de la Família Vilaret | Sant Feliu de Guíxols | mausoleu     | Creador: Josep Campeny i Santamaria Estil: arquitectura modernista     | 41° 46′ 47″ N, 3° 01′ 10″ E / 41.779722222222°N,3.0194444444444°E cementiri de Sant Feliu de Guíxols | bé integrant del patrimoni cultural català | Mausoleu de la Família Vilaret | Modifica les dades a Wikidata |
|        | Mausoleu del Marquès de Robert | Sant Feliu de Guíxols | mausoleu     | Estil: arquitectura eclèctica                                          | 41° 46′ 47″ N, 3° 01′ 10″ E / 41.7797°N,3.01938°E                                                    | bé integrant del patrimoni cultural català | Mausoleu del Marquès de Robert | Modifica les dades a Wikidata |

## muntanya
| imatge | Nom                  | Ubicat a                                   | instància de | Detalls | coordenades                                                                     | Protecció | Commons (més fotos) | Dades a WD                    |
| ------ | -------------------- | ------------------------------------------ | ------------ | ------- | ------------------------------------------------------------------------------- | --------- | ------------------- | ----------------------------- |
|        | Puig Badat           | Sant Feliu de Guíxols                      | muntanya cim |         | 41° 46′ 38″ N, 2° 59′ 42″ E / 41.77733265337756°N,2.9949277639389043°E 317 msnm |           |                     | Modifica les dades a Wikidata |
|        | Puig Gros            | Sant Feliu de Guíxols                      | muntanya     |         | 41° 46′ 30″ N, 2° 59′ 53″ E / 41.7750249885°N,2.99796651839°E 325 msnm          |           |                     | Modifica les dades a Wikidata |
|        | Puig Gustinoi        | Sant Feliu de Guíxols                      | muntanya     |         | 41° 47′ 31″ N, 3° 02′ 14″ E / 41.79196667°N,3.03720556°E 120.7 msnm             |           |                     | Modifica les dades a Wikidata |
|        | Puig d'en Jofre      | Sant Feliu de Guíxols                      | muntanya     |         | 41° 47′ 20″ N, 2° 59′ 27″ E / 41.78884722°N,2.99091111°E 299.2 msnm             |           |                     | Modifica les dades a Wikidata |
|        | Puig de Can Toni     | Sant Feliu de Guíxols                      | muntanya cim |         | 41° 46′ 37″ N, 3° 00′ 33″ E / 41.77694460766678°N,3.009116649627686°E           |           |                     | Modifica les dades a Wikidata |
|        | Puig de les Bateries | Sant Feliu de Guíxols                      | muntanya cim |         | 41° 47′ 36″ N, 3° 02′ 26″ E / 41.79345647676097°N,3.0405092239379883°E          |           |                     | Modifica les dades a Wikidata |
|        | Puig de les Cols     | Santa Cristina d'Aro Sant Feliu de Guíxols | muntanya     |         | 41° 46′ 50″ N, 2° 58′ 32″ E / 41.780436°N,2.975677°E 417 msnm                   |           | Puig de les Cols    | Modifica les dades a Wikidata |
|        | Puig de les Forques  | Sant Feliu de Guíxols                      | muntanya     |         | 41° 46′ 50″ N, 3° 02′ 30″ E / 41.78048611°N,3.04163056°E 73.9 msnm              |           |                     | Modifica les dades a Wikidata |
|        | Roca d'en Companyó   | Sant Feliu de Guíxols                      | muntanya cim |         | 41° 46′ 05″ N, 2° 59′ 12″ E / 41.76815894455196°N,2.986564636230469°E           |           |                     | Modifica les dades a Wikidata |
|        | la Dona Espenyada    | Sant Feliu de Guíxols                      | muntanya     |         | 41° 45′ 59″ N, 2° 59′ 05″ E / 41.76629444°N,2.98471861°E 275.6 msnm             |           |                     | Modifica les dades a Wikidata |

## nucli de població
| imatge | Nom         | Ubicat a              | instància de      | Detalls | coordenades                                                        | Protecció | Commons (més fotos)              | Dades a WD                    |
| ------ | ----------- | --------------------- | ----------------- | ------- | ------------------------------------------------------------------ | --------- | -------------------------------- | ----------------------------- |
|        | Bujonis     | Sant Feliu de Guíxols | nucli de població |         | 41° 47′ 41″ N, 3° 00′ 07″ E / 41.7946512541582°N,3.0020461379481°E |           |                                  | Modifica les dades a Wikidata |
|        | Sant Pol    | Sant Feliu de Guíxols | nucli de població |         | 41° 47′ 25″ N, 3° 02′ 47″ E / 41.7903°N,3.0463°E                   |           | Sant Pol (Sant Feliu de Guíxols) | Modifica les dades a Wikidata |
|        | Vilartagues | Sant Feliu de Guíxols | nucli de població |         | 41° 47′ 52″ N, 3° 01′ 54″ E / 41.797775°N,3.031625°E               |           |                                  | Modifica les dades a Wikidata |
|        | les Comes   | Sant Feliu de Guíxols | nucli de població |         |                                                                    |           |                                  | Modifica les dades a Wikidata |

## obra escultòrica
| imatge | Nom              | Ubicat a              | instància de     | Detalls                 | coordenades | Protecció                                  | Commons (més fotos)                        | Dades a WD                    |
| ------ | ---------------- | --------------------- | ---------------- | ----------------------- | --- | ------------------------------------------ | ------------------------------------------ | ----------------------------- |
|        | Animal Fantàstic | Sant Feliu de Guíxols | obra escultòrica | 19th century            | 41° 46′ 48″ N, 3° 01′ 35″ E / 41.780117°N,3.026263°E ca:C. Sant Antoni - c. Major (actualment en el Museu d'Història de la Ciutat) | bé integrant del patrimoni cultural català | Drac de Can Canals (Sant Feliu de Guíxols) | Modifica les dades a Wikidata |
|        | Líl·lia          | Sant Feliu de Guíxols | obra escultòrica | Creador: Antoni Delgado | 41° 46′ 52″ N, 3° 01′ 13″ E / 41.78104°N,3.020338°E                                                                                |                                            |                                            | Modifica les dades a Wikidata |

## platja
| imatge | Nom                       | Ubicat a              | instància de                                | Detalls                | coordenades                                                            | Protecció | Commons (més fotos)   | Dades a WD                    |
| ------ | ------------------------- | --------------------- | ------------------------------------------- | ---------------------- | ---------------------------------------------------------------------- | --------- | --------------------- | ----------------------------- |
|        | cala del Niu              | Sant Feliu de Guíxols | platja                                      |                        | 41° 47′ 10″ N, 3° 02′ 45″ E / 41.78599903537076°N,3.045840502399751°E  |           |                       | Modifica les dades a Wikidata |
|        | cala del Vigatà           | Sant Feliu de Guíxols | platja platja nudista                       |                        | 41° 46′ 26″ N, 3° 01′ 32″ E / 41.774°N,3.02553°E                       |           |                       | Modifica les dades a Wikidata |
|        | platja de Cala Joana      | Sant Feliu de Guíxols | platja                                      |                        | 41° 45′ 46″ N, 2° 59′ 40″ E / 41.76288°N,2.99447°E                     |           |                       | Modifica les dades a Wikidata |
|        | platja de Cala Urgell     | Sant Feliu de Guíxols | platja                                      |                        | 41° 45′ 53″ N, 2° 59′ 50″ E / 41.76473°N,2.99727°E                     |           |                       | Modifica les dades a Wikidata |
|        | platja de Cala d'en Bosch | Sant Feliu de Guíxols | platja                                      |                        | 41° 45′ 57″ N, 3° 00′ 01″ E / 41.76576628320287°N,3.000254631042481°E  |           |                       | Modifica les dades a Wikidata |
|        | platja de Calassanç       | Sant Feliu de Guíxols | platja                                      |                        | 41° 46′ 50″ N, 3° 02′ 10″ E / 41.78046263461651°N,3.0360382732618687°E |           |                       | Modifica les dades a Wikidata |
|        | platja de Can Dell        | Sant Feliu de Guíxols | platja                                      |                        | 41° 46′ 08″ N, 3° 00′ 18″ E / 41.76902°N,3.00489°E                     |           |                       | Modifica les dades a Wikidata |
|        | platja de Sant Feliu      | Sant Feliu de Guíxols | platja platja d'arena daurada platja urbana | Llarg: 400m Ample: 30m | 41° 46′ 49″ N, 3° 01′ 51″ E / 41.7802°N,3.0308°E                       |           | Platja de Sant Feliu  | Modifica les dades a Wikidata |
|        | platja de Sant Pol        | Sant Feliu de Guíxols | platja platja d'arena daurada platja urbana | Llarg: 870m Ample: 25m | 41° 47′ 25″ N, 3° 02′ 55″ E / 41.7904°N,3.04873°E                      |           | Platja de Sant Pol    | Modifica les dades a Wikidata |
|        | platja del Racó de Garbí  | Sant Feliu de Guíxols | platja                                      |                        | 41° 46′ 42″ N, 3° 01′ 45″ E / 41.77835840512317°N,3.0291520374253156°E |           |                       | Modifica les dades a Wikidata |
|        | platja dels Canyerets     | Sant Feliu de Guíxols | platja platja d'arena daurada               | Llarg: 160m Ample: 25m | 41° 45′ 38″ N, 2° 59′ 01″ E / 41.7606°N,2.98359°E                      |           | Platja dels Canyerets | Modifica les dades a Wikidata |

## plaça
| imatge | Nom                    | Ubicat a              | instància de | Detalls | coordenades                                                            | Protecció | Commons (més fotos) | Dades a WD                    |
| ------ | ---------------------- | --------------------- | ------------ | ------- | ---------------------------------------------------------------------- | --------- | ------------------- | ----------------------------- |
|        | Plaça de Jeroni Basart | Sant Feliu de Guíxols | plaça        |         | 41° 46′ 54″ N, 3° 02′ 19″ E / 41.78159300084665°N,3.0385780334472656°E |           |                     | Modifica les dades a Wikidata |
|        | Plaça de Sant Sebastià | Sant Feliu de Guíxols | plaça        |         | 41° 47′ 18″ N, 3° 01′ 27″ E / 41.78841696761109°N,3.0242657661437993°E |           |                     | Modifica les dades a Wikidata |

## vèrtex geodèsic
| imatge | Nom    | Ubicat a              | instància de    | Detalls    | coordenades                                                       | Protecció | Commons (més fotos) | Dades a WD                    |
| ------ | ------ | --------------------- | --------------- | ---------- | ----------------------------------------------------------------- | --------- | ------------------- | ----------------------------- |
|        | Cols   | Sant Feliu de Guíxols | vèrtex geodèsic | Alt: 1.2m  | 41° 46′ 49″ N, 2° 58′ 33″ E / 41.780393°N,2.975796°E 417.325 msnm |           |                     | Modifica les dades a Wikidata |
|        | Forcas | Sant Feliu de Guíxols | vèrtex geodèsic | Alt: 1.19m | 41° 46′ 49″ N, 3° 02′ 30″ E / 41.780375°N,3.041777°E 77.87 msnm   |           |                     | Modifica les dades a Wikidata |

## Misc
| imatge | Nom                                             | Ubicat a              | instància de                                    | Detalls                                                          | coordenades                                                                        | Protecció                                            | Commons (més fotos)                             | Dades a WD                    |
| ------ | ----------------------------------------------- | --------------------- | ----------------------------------------------- | ---------------------------------------------------------------- | ---------------------------------------------------------------------------------- | ---------------------------------------------------- | ----------------------------------------------- | ----------------------------- |
|        | Arc de Sant Benet                               | Sant Feliu de Guíxols | portal                                          |                                                                  | 41° 46′ 50″ N, 3° 01′ 36″ E / 41.7805251956809°N,3.02667818893773°E                |                                                      |                                                 | Modifica les dades a Wikidata |
|        | Badia de Sant Feliu                             | Sant Feliu de Guíxols | badia                                           |                                                                  | 41° 46′ 35″ N, 3° 02′ 03″ E / 41.776457°N,3.034097°E                               |                                                      | Badia de Sant Feliu de Guíxols                  | Modifica les dades a Wikidata |
|        | Castell de Sant Elm                             | Sant Feliu de Guíxols | castell                                         |                                                                  | 41° 46′ 29″ N, 3° 01′ 36″ E / 41.77471°N,3.026671°E                                | bé d'interès cultural bé cultural d'interès nacional |                                                 | Modifica les dades a Wikidata |
|        | Collet de la Mare de Déu                        | Sant Feliu de Guíxols | collada                                         |                                                                  | 41° 46′ 33″ N, 2° 59′ 46″ E / 41.775960481212685°N,2.9961025714874268°E            |                                                      |                                                 | Modifica les dades a Wikidata |
|        | Escullera                                       | Sant Feliu de Guíxols | escullera                                       | 20th century                                                     | 41° 46′ 38″ N, 3° 02′ 06″ E / 41.777262°N,3.035033°E 2 msnm                        | bé integrant del patrimoni cultural català           | Escullera (Sant Feliu de Guíxols)               | Modifica les dades a Wikidata |
|        | Monument a Juli Garreta                         | Sant Feliu de Guíxols | monument                                        | Creador: Enric Monjo i Garriga Estil: noucentisme                | 41° 46′ 52″ N, 3° 01′ 57″ E / 41.7812°N,3.0324°E                                   | bé integrant del patrimoni cultural català           | Monument a Juli Garreta (Sant Feliu de Guíxols) | Modifica les dades a Wikidata |
|        | Passeig Marítim                                 | Sant Feliu de Guíxols | passeig                                         | Estil: noucentisme                                               | 41° 46′ 52″ N, 3° 01′ 54″ E / 41.781°N,3.0318°E                                    | bé integrant del patrimoni cultural català           | Passeig Maritim (Sant Feliu de Guíxols)         | Modifica les dades a Wikidata |
|        | Polígon industrial de Bujonis                   | Sant Feliu de Guíxols | polígon industrial                              |                                                                  | 41° 47′ 27″ N, 3° 00′ 59″ E / 41.7907140576024°N,3.0163079250373°E                 |                                                      |                                                 | Modifica les dades a Wikidata |
|        | Pont del Romaguer                               | Sant Feliu de Guíxols | pont                                            |                                                                  | 41° 46′ 11″ N, 2° 59′ 32″ E / 41.7696925920312°N,2.99236003619124°E                |                                                      |                                                 | Modifica les dades a Wikidata |
|        | Port de Sant Feliu de Guíxols                   | Sant Feliu de Guíxols | port esportiu port pesquer                      |                                                                  | 41° 46′ 44″ N, 3° 02′ 07″ E / 41.778755171343555°N,3.0351883118655034°E            |                                                      | Port of Sant Feliu de Guíxols                   | Modifica les dades a Wikidata |
|        | Real Fábrica de Navíos                          | Sant Feliu de Guíxols | drassana manufactura reial                      | 1716                                                             |                                                                                    |                                                      |                                                 | Modifica les dades a Wikidata |
|        | Safareigs del Puig                              | Sant Feliu de Guíxols | safareig                                        | Arquitecte: General Guitart i Lostaló                            | 41° 47′ 03″ N, 3° 01′ 38″ E / 41.784173°N,3.027343°E                               |                                                      | Safareigs del Puig                              | Modifica les dades a Wikidata |
|        | Tomba de Jaume Arxer                            | Sant Feliu de Guíxols | tomba                                           |                                                                  | 41° 46′ 48″ N, 3° 01′ 09″ E / 41.78008°N,3.01913°E                                 | bé integrant del patrimoni cultural català           | Tomba de Jaume Arxer                            | Modifica les dades a Wikidata |
|        | casa de la vila de Sant Feliu de Guíxols        | Sant Feliu de Guíxols | casa consistorial                               | Estil: gòtic tardà historicisme arquitectònic 15th century       | 41° 46′ 49″ N, 3° 01′ 44″ E / 41.780309°N,3.029013°E ca:Pl. del Mercat, 6-9 3 msnm | bé cultural d'interès local                          | Ajuntament de Sant Feliu de Guíxols             | Modifica les dades a Wikidata |
|        | cementiri de Sant Feliu de Guíxols              | Sant Feliu de Guíxols | cementiri                                       |                                                                  | 41° 46′ 46″ N, 3° 01′ 09″ E / 41.7795°N,3.01919°E ca:Rda. Narcís Massanes          | bé cultural d'interès local                          | Sant Feliu de Guíxols Cemetery                  | Modifica les dades a Wikidata |
|        | estació de via estreta de Sant Feliu de Guíxols | Sant Feliu de Guíxols | estació de ferrocarril edifici                  |                                                                  | 41° 47′ 08″ N, 3° 01′ 57″ E / 41.785444°N,3.032554°E                               | bé cultural d'interès local                          | Estació de via estreta de Sant Feliu de Guíxols | Modifica les dades a Wikidata |
|        | les Tres Fonts                                  | Sant Feliu de Guíxols | font                                            |                                                                  | 41° 46′ 43″ N, 2° 59′ 56″ E / 41.7785807844844°N,2.998951077461243°E               |                                                      |                                                 | Modifica les dades a Wikidata |
|        | mar Mediterrània                                |                       | mar interior mar mediterrani conca hidrogràfica | Superfície: 2500000km² Profunditat: 5267 1541m Volum: 3839000km³ | 38° N, 17° E / 38°N,17°E 0 msnm                                                    |                                                      | Mediterranean Sea                               | Modifica les dades a Wikidata |
|        | molí de les Forques                             | Sant Feliu de Guíxols | indret històric                                 |                                                                  |                                                                                    | bé d'interès cultural                                |                                                 | Modifica les dades a Wikidata |
|        | muralla de Sant Feliu de Guíxols                | Sant Feliu de Guíxols | muralla urbana                                  | Estil: arquitectura popular                                      | 41° 46′ 51″ N, 3° 01′ 39″ E / 41.7809°N,3.02738°E                                  | bé cultural d'interès nacional                       | Muralla de Sant Feliu de Guíxols                | Modifica les dades a Wikidata |
|        | punta dels Guíxols                              | Sant Feliu de Guíxols | cap                                             |                                                                  | 41° 46′ 46″ N, 3° 02′ 08″ E / 41.77950556°N,3.035575°E 17 msnm                     |                                                      | Punta dels Guíxols                              | Modifica les dades a Wikidata |